# Qui veut gagner des millions ?
 (novembre 2024).
 (janvier 2022).
- Si vous ne connaissez pas le sujet, laissez ce bandeau (vous pouvez alors contacter les auteurs).
- Si vous supprimez le contenu mis en cause (vous pouvez préalablement contacter les auteurs),

argumentez précisément cette suppression dans la page de discussion
(un manque de référence n'est pas un argument ; une recherche réelle de référence doit avoir été effectuée, être formellement documentée).
Qui veut gagner des millions ? est un jeu télévisé français d'origine britannique et diffusé sur TF1 depuis le 3 juillet 2000. Il est présenté par Jean-Pierre Foucault de 2000 à 2016. Après une dernière émission le 19 janvier 2019, celui-ci est remplacé par Camille Combal du 26 janvier 2019 au 1er août 2020. L'animateur Arthur lui succède depuis le 20 septembre 2024.
Le jeu est fondé sur des questionnaires à choix multiples (QCM) de culture générale.
Le programme original Who Wants to Be a Millionaire?, créé par David Briggs, est édité par 2wayTraffic, société de production néerlandaise appartenant à Sony Pictures Television. D'autres pays, tels que l'Inde, diffusent également le jeu télévisé (Kaun Banega Crorepati (en)). En 2009, le jeu télévisé est le plus populaire dans le monde, en termes d'audience et il est diffusé dans plus de cent soixante-cinq pays.
En décembre 2010, TF1 annonce l'arrêt de la formule dans sa version quotidienne. Les mauvaises audiences de la dernière session en juin 2010, certainement dues au changement d'horaire du jeu, en sont la cause. Seule la version prime-time avec des personnalités a été maintenue entre 2010 et 2016, la version quotidienne s'étant arrêtée. Un dernier numéro est diffusé le 1er janvier 2016.
En décembre 2018, Jean-Pierre Foucault annonce qu'il arrête la présentation du jeu et passe le relais à Camille Combal pour un retour à l'antenne sur TF1 en janvier 2019. Jean-Pierre Foucault présente alors un dernier numéro avec le nouvel animateur en invité lors d'une émission spéciale avant la « passation de pouvoir ».
En février 2019, TF1 annonce le retour de la version quotidienne. Les premiers tournages sont prévus pour avril 2019, pour une diffusion à partir du 13 mai 2019, à 18 h 15, juste avant l’inédit du feuilleton Demain nous appartient. La première saison avec Camille Combal à la présentation a été diffusée du lundi au vendredi, du 13 mai au 21 juin 2019. Le 14 juin 2019, l'animateur annonce sur son compte Twitter que l'émission est reconduite avec l'enregistrement de nouveaux primes puis d'émissions quotidiennes plus tard dans l'année.
En janvier 2024, lors d'une interview accordée à Puremedias, l'animateur Arthur propose de relancer le jeu sur TF1 à l'occasion de ses 25 ans. Cette déclaration se concrétise avec deux émissions spéciales tournées les 27 et 28 juin 2024 au Palais des sports de Paris.

## Règle du jeu
Le but du jeu est de répondre à une suite de 15 questions (12 questions entre avril 2009 et janvier 2016) de culture générale pour tenter de remporter le gain maximal, fixé depuis septembre 2001 à 1 000 000 € (sauf exceptionnellement d'avril à juin 2020 où le gain maximal est abaissé à 300 000 € à l'occasion de la version confinée de l'émission). Le plus gros gain possible s'élève à 3 000 000 F en juillet 2000, puis 4 000 000 F de septembre 2000 à juillet 2001.

### Mode de sélection pour les candidats anonymes

#### Sélection entre 2000 et 2010
Il y a plusieurs étapes à passer pour participer au jeu :
1. Le candidat doit s'inscrire par SMS ou par téléphone, ou encore jouer sur le site de TF1 (seules certaines périodes permettent de se qualifier pour l'émission ; le reste du temps, le jeu sur le web est doté d'un lot de 1 500 €). Il donne ainsi son numéro de téléphone et choisit la date de tournage à laquelle il souhaite participer.
2. Première sélection : Deux personnes sont sélectionnées par tirage au sort parmi les gagnants du jeu sur le site Internet de TF1. Elles participent d'office au tournage de l'émission le jour choisi. 100 candidats inscrits par SMS ou par téléphone sont tirés au sort par un huissier de justice pour chaque tournage. Celles-ci sont appelées par la production au numéro qu'elles ont donné lors de l'inscription.
3. Deuxième sélection, uniquement pour les inscrits par SMS ou téléphone : une même question est posée aux 100 qui disposent d'environ 20 secondes pour y répondre par un nombre comme « À quelle vitesse notre galaxie tourne-t-elle sur elle-même ? » ou « Selon Le Parisien du 31 mars 2006, combien de foyers français sont équipés de la TNT ? ». Les huit personnes les plus proches de la bonne réponse sont sélectionnées. Si plusieurs personnes ont donné la huitième réponse la plus proche, alors celles-ci sont rappelées et une nouvelle question est posée pour les départager.
4. Les dix sélectionnés sont invités à se rendre à Paris la veille du jour de tournage. Ils reçoivent un dédommagement forfaitaire de 152,50 €[réf. souhaitée] pour leurs frais de déplacement et de ceux de leur accompagnateur. Ils sont accueillis dans un hôtel réservé par la production. Le dîner, la nuit, le petit-déjeuner et le déjeuner sont payés par la production, et ce aussi pour l'accompagnateur.
5. Troisième sélection : sur le plateau, pour sélectionner les candidats qui participent effectivement au jeu (au centre), une épreuve consiste à répondre à une question de rapidité, en général de classer dans un certain ordre des termes, selon leurs âges, leurs superficies, leur ordre alphabétique, etc. Le plus rapide gagne alors le droit de jouer avec l'animateur. Si deux candidats, ou plus, donnent la bonne classification dans le même laps de temps (au centième près) une deuxième question de rapidité leur est posée, à eux seuls. Du 7 juin au 9 juillet 2010, le candidat n'a plus eu besoin de répondre à une question de rapidité pour être sélectionné[réf. nécessaire].

#### Sélection à partir de 2019
En 2019, le mode de sélection change. Les candidats doivent s'inscrire sur le site Internet de TF1 et enregistrer une vidéo dans laquelle ils se présentent. La production contacte alors par la suite les candidats retenus pour participer à l'émission. La nouveauté par rapport aux émissions quotidiennes de 2000 à 2010 est que les candidats peuvent se présenter seuls ou bien en binôme avec un proche (membre de la famille ou ami), alors que précédemment, ils n'ont pur participer que solitairement. Comme en 2010, les candidats n'ont plus besoin de répondre à une question de rapidité pour participer au jeu au centre du plateau.

### Les questions
Le jeu se déroule autour d'une série de questions (dont certaines sont illustrées depuis le 12 juillet 2014) dont les gains associés augmentent à chaque échelon, pour atteindre 1 000 000 € en fin de parcours. L'animateur pose, pour chaque échelon de la pyramide, une question et propose quatre réponses possibles. La difficulté des questions s'accroît avec la somme proposée. Une fois la question posée, le joueur a toutefois le choix d'abandonner ou non le jeu sans répondre et repartir avec les gains de l'échelon précédent. Une fois sa réponse annoncée et validée (« c'est mon dernier mot » une fois le premier palier franchi, voire exceptionnellement avant le premier palier en étant possiblement une mise en garde), le joueur monte à l'échelon supérieur de la pyramide des gains si sa réponse est bonne. Si le candidat répond faux à une question, il quitte le jeu avec le montant du dernier palier atteint. Si le candidat répond mal à une question sans avoir atteint le premier palier, il repart les mains vides.
La musique lancinante, les jeux de lumières et le fait que le présentateur demande à chaque fois au joueur de confirmer sa réponse par « C'est mon dernier mot » peuvent créer une certaine tension. Malgré tout, il n'y a pas de limite de temps (sauf pour le joker « appel à un ami ») et l'ambiance est parfois assez décontractée, en particulier lorsque les joueurs sont des personnalités qui jouent pour une association, et notamment depuis la reprise du jeu par Camille Combal.

### Les gains

#### Pyramide des gains
La pyramide comporte deux paliers qui correspondent respectivement au cinquième et au dixième niveaux (au deuxième et au septième niveau entre le 27 avril 2009 et le 1er janvier 2016, la pyramide comportant alors douze niveaux) et qui, quel que soit le résultat des questions suivantes, assurent un niveau de gain aux candidats. Une erreur par la suite ne fait retomber qu'au palier précédent (au lieu de tout perdre).
La première pyramide des gains à quinze niveaux en francs a été utilisée pour les émissions diffusées du 3 juillet 2000 au 7 juillet 2001. Une légère modification y a été apportée à partir du 30 septembre 2000 : les gains des deux niveaux les plus élevés ont augmenté d'un tiers, passant respectivement de 1 500 000 F à 2 000 000 F et de 3 000 000 F à 4 000 000 F.
Dès le 8 septembre 2001, à l'occasion du passage à l'euro, une nouvelle pyramide des gains fait son apparition. Le gain maximal est désormais d'un million d'euros ; les quatorze autres gains correspondent à une conversion approximative des montants aux niveaux équivalents en francs. Jusqu'au 15 décembre 2001, la conversion des gains en francs est affichée pendant l'émission, à l'attention des candidats et des téléspectateurs.
Le 27 avril 2009, la pyramide des gains évolue : elle ne comporte plus que douze niveaux au lieu des quinze prévus à l'origine. Cette évolution, ayant déjà eu lieu dans la version originale britannique Who Wants to Be a Millionaire? de 2007 jusqu'à 2014, a pour objectif de rendre l'émission plus dynamique. La pyramide des gains à douze questions est similaire à la précédente en retirant les trois montants les plus bas. Les deux paliers correspondent toujours aux mêmes montants que précédemment.
Lors du retour de l'émission en 2019, la pyramide des gains comporte à nouveau quinze niveaux, comme à l'origine du jeu, et là encore de façon similaire au jeu original britannique, qui est repassé au système à quinze questions depuis 2018. Les gains des trois niveaux les plus élevés (150 000 €, 300 000 € et 1 000 000 € pour les treizième, quatorzième et quinzième niveaux) sont conservés, tandis que les douze autres, de 200 € à 100 000 €, sont réduits : les questions première à douzième valent désormais respectivement de 100 € à 72 000 €, cette pyramide des gains est réutilisée pour le 25e anniversaire présenté par Arthur. Pour la version confinée du 20 avril au 12 juin 2020, les gains à partir de la huitième question sont encore réduits de façon provisoire. Pour la première fois, le gain maximal est abaissé à 300 000 €. Les gains de la première à la septième question ne changent pas.

#### Financement des gains
Les sommes gagnées sont en fait une redistribution de plusieurs sources de revenus différentes. En France, le financement des gains des candidats provient entre autres de :
- l'argent récolté par les appels surtaxés nécessaires à l'inscription (0,56 € l'appel) ;
- l'envoi de SMS (0,50 € par SMS auquel on ajoute le prix du SMS), le SMS permettant de répondre à la question posée pendant la publicité (1 500 € sont en jeu à chaque émission) ;
- la publicité, dont les tarifs sont en général élevés, car l'émission rencontre une très forte audience (notons le record d'audience de l'été 2007 avec en moyenne 6 millions de téléspectateurs par soir pour 40 % de part de marché) ;
- les partenaires ;
- les produits dérivés (jeux vidéo, jeux sur Internet ou TPS et jeu de société).

### Les jokers
Le joueur dispose de trois jokers (quatre entre 2006 et 2009, et durant la version Camille Combal) qu'il peut utiliser à tout moment. Il est aussi possible d'utiliser plusieurs jokers pour la même question, et dans n'importe quel ordre ; l'utilisation d'un ou de plusieurs jokers n'empêche pas le candidat de renoncer à répondre à une question. Chaque joker n'est utilisable qu'une seule fois.
- Le 50/50 : l'ordinateur élimine deux mauvaises réponses sur les quatre, préalablement choisies par les rédacteurs de questions. Il a pour vocation de faciliter le choix, mais peut très bien supprimer deux réponses que le candidat a déjà écartées et laisser les deux autres propositions plausibles de façon égale, ce qui contribue à faire monter la tension.
- L'appel à un ami : le candidat indique à l'un de ses proches choisi au préalable quelle est la question et quelles sont les réponses proposées, et cet ami doit se prononcer dans un temps maximum de 30 secondes. Ce joker est efficace lorsque le candidat a dans sa liste d'amis une personne spécialiste du sujet abordé dans la question. En effet, le joueur choisit la personne qu'il souhaite appeler dans une liste comportant 3 personnes maximum. Si l'ami est injoignable, le joker est tout de même compté comme utilisé. À noter que ce joker peut être considéré comme un cadeau : il suffit au candidat de s'être préalablement concerté avec un complice de sorte que ce dernier reste près d'un téléphone et d'un ordinateur avec une connexion Internet le jour de l'enregistrement de l'émission. Du fait des progrès des moteurs de recherches combinés aux agents conversationnels, trente secondes représentent un temps largement suffisant pour trouver la réponse à une question à choix multiple sur le Web. Si certaines versions du jeu comme la version australienne, américaine ou encore britannique ont décidé de remédier à cela en supprimant ce joker ou en modifiant ses modalités d'utilisation (notamment par la présence d'un membre de la production chez l'ami appelé), la version française n'a quant à elle pris aucune disposition particulière ; une recherche sur Internet n'y est donc pas interdite par le règlement.
- L’avis du public (provisoirement retiré du 20 avril au 12 juin 2020, puis le 1er août 2020) : les membres du public sont appelés à voter, à l'aide d'une télécommande, pour la réponse qui leur semble correcte. Les membres du public ne sont pas obligés de voter, permettant ainsi à ceux qui ignorent la réponse de ne pas mettre le candidat sur une mauvaise piste. D'ailleurs, l'animateur demande aux spectateurs de ne voter que s'ils sont sûrs et certains d'avoir la réponse. Les résultats sont ensuite représentés sous forme de pourcentages par lettre. Généralement, ce joker détermine la bonne réponse avec le plus de certitude, mais il est arrivé en de rares occasions que le public se trompe. Dans la formule confinée de l'émission, ce joker est remplacé par l'appel à la maison. Depuis l'introduction du Vox Populi, ce dernier remplace l'avis du public dans certaines parties.
- Le switch (du 5 juin 2006 au 11 avril 2009) : disponible après que le candidat ait franchi le 1er palier, il permet à celui-ci d'abandonner la question en cours, et d'en passer à une autre de même valeur. Ce joker apparaît à partir du 5 juin 2006, puis est supprimé lors de la mise en place de la pyramide à douze questions.
- Le feeling de l'animateur (du 26 janvier 2019 au 1er août 2020, joker uniquement présent lors de la version Camille Combal) : le candidat demande à l'animateur de l'aider à répondre à la question, sans limite de temps. L'animateur débute alors son intervention par la phrase « voici ce que je pense », confirmant l'utilisation du joker, et la conclut par « c'est mon dernier mot », permettant alors au candidat de prendre une décision. Étant donné que l'animateur ne dispose pas des réponses sur son écran, la réponse qu'il donne peut éventuellement être incorrecte ; il peut également indiquer qu'il hésite entre plusieurs propositions ou décider, en cas d'incertitude, de ne donner aucune réponse afin de ne pas envoyer le candidat sur une fausse piste. L'apparition de ce joker est due à l'arrivée de Camille Combal à la présentation du jeu.
- L'appel à la maison (du 20 avril 2020 au 12 juin 2020 puis le 1er août 2020, pendant la version confinée) : ce joker fonctionne exactement comme l'appel à un ami, à la différence qu'au lieu d'une connaissance au choix du candidat, une personne anonyme s'étant préalablement inscrite, est sélectionnée au hasard et appelée pour tenter d'aider le candidat à répondre à la question.
- Le Vox Populi (depuis le 20 septembre 2024) : le présentateur pose la question et demande aux personnes du public de se lever si elles connaissent la bonne réponse. Les candidats choisissent une seule et unique personne afin d’essayer de répondre correctement à la question en expliquant son choix. Ce joker remplace l'avis du public lors de la partie en cours.

Note : les jokers l'appel à un ami, l'avis du public, le feeling de l'animateur, l'appel à la maison et le Vox Populi donnent une indication concernant l'éventuelle bonne réponse, mais le candidat n'est en aucun cas obligé de suivre cette dernière ; il peut proposer une autre réponse que celle suggérée par le joker ou bien décider de ne pas répondre à la question et de repartir avec la somme qu'il vient juste de remporter.

## Plateaux de tournage deQui veut gagner des millions?
Durant toute l'histoire du jeu, le lieu de tournage a changé à plusieurs reprises.
- Entre le 3 juillet 2000 et 2014, les tournages ont lieu à La Plaine Saint-Denis.
- De juin 2014, un nouveau plateau fait son apparition, tourné aux studios L5 du Lendit, jusqu'en août 2020.
- Durant la version "à la maison" de 2020, l'émission est enregistrée au domicile de Camille Combal[8].
- Les émissions spéciales 25 ans, diffusées en septembre 2024, ont été tournées au Dôme de Paris[9].
- L'émission "spéciale 50 ans de TF1" de février 2025 a été enregistrée au Cirque d'Hiver[10].

## Diffusions

### Diffusions quotidiennes avec Jean-Pierre Foucault
- Du 3 juillet au 22 juillet 2000 du lundi au samedi à 19 heures.
- Du 30 septembre au 2 décembre 2000 puis du 17 mars au 7 juillet 2001, chaque samedi à 18 h 55 et à 20 h 50.
- Du 8 septembre au 13 octobre 2001 chaque samedi à 20 h 50 (sauf le 6 octobre à 22 h 50 en raison du match de football France-Algérie), ainsi que du 29 septembre au 15 décembre 2001 chaque samedi à 18 h 55.
- Du 1er juillet au 24 août 2002 du lundi au vendredi à 18 h 55, et le samedi à 20 h 50
- Du 21 décembre 2002 au 4 janvier 2003 tous les jours à 18 h 55.
- Du 7 juillet au 29 août 2003 du lundi au vendredi et dimanche à 19 heures, puis du 1er septembre au 5 septembre 2003 du lundi au vendredi à 18 h 5.
- Du 22 décembre 2003 au 9 janvier 2004 tous les jours à 18 h 55.
- Du 12 juillet au 3 septembre 2004 du lundi au vendredi à 18 h 50.
- Du 23 décembre 2004 au 2 janvier 2005 tous les jours à 18 h 55.
- Du 30 juin au 2 septembre 2005 du lundi au vendredi à 18 h 55.
- Du 17 décembre 2005 au 1er janvier 2006 chaque samedi et dimanche à 18 h 55.
- Du 5 juin au 4 août 2006 du lundi au vendredi à 18 h 55.
- Du 25 décembre 2006 au 5 janvier 2007 du lundi au vendredi à 18 h 55.
- Du 21 mai au 27 juillet 2007 du lundi au vendredi à 18 h 55.
- Du 24 décembre 2007 au 4 janvier 2008 du lundi au vendredi à 18 h 55.
- Du 14 avril au 27 juin 2008 du lundi au vendredi à 18 h 55.
- Du 27 avril au 19 juin 2009 du lundi au vendredi à 18 h 55.
- Du 21 décembre 2009 au 1er janvier 2010 du lundi au vendredi à 18 h 55.
- Du 7 juin au 9 juillet 2010 du lundi au vendredi à 18 h 20.

### Diffusions spéciales en prime-time avec Jean-Pierre Foucault
Des émissions spéciales sont également diffusées en prime-time avec Jean-Pierre Foucault, notamment pour diverses associations

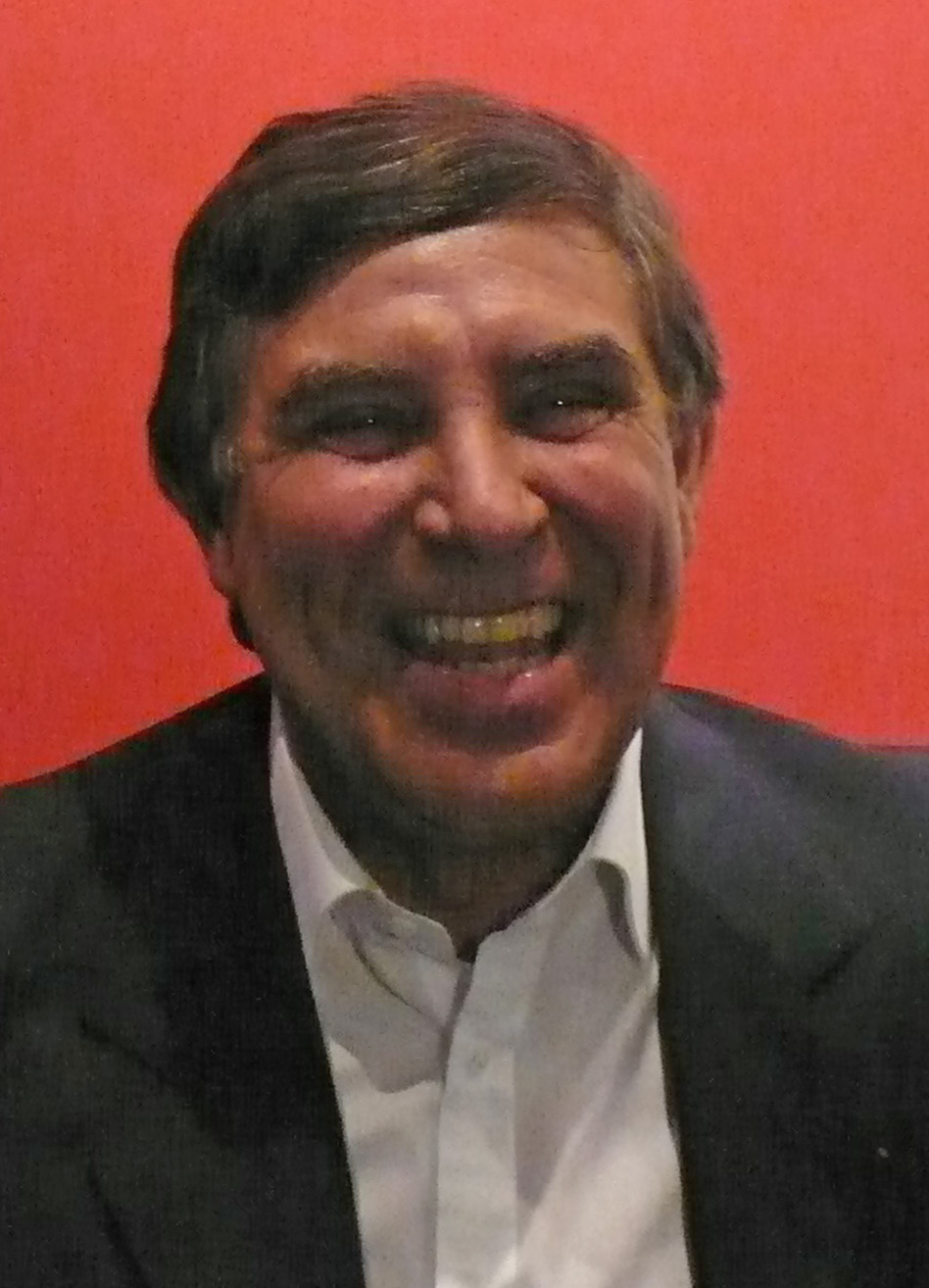
Jean-Pierre Foucault, ancien présentateur emblématique du jeu.

### Diffusions quotidiennes avec Camille Combal
- Du 13 mai au 21 juin 2019 du lundi au vendredi à 18 h 15
- Du 20 avril au 12 juin 2020 du lundi au vendredi à 19 heures[12]

### Diffusions spéciales en prime-time avec Camille Combal
- Samedi 26 janvier 2019 : Le premier mot de Camille Combal (Multi-associations)
- Jeudi 18 avril 2019 : Incendie de Notre-Dame
- Vendredi 16 août 2019 : Célébrités non diffusés en quotidienne - Multi-associations
- Samedi 1er août 2020 : Célébrités à distance non diffusés en quotidienne - Multi-associations

### Diffusions spéciales en prime-time avec Arthur
- Vendredi 20 septembre 2024 : 25 ans (1/2)
- Vendredi 27 septembre 2024 : 25 ans (2/2)
- Mardi 4 février 2025 : 50 ans de TF1

## Caractéristiques

### La musique
La musique communément associée à la franchise a été composée par Keith et Matthew Strachan, père et fils. Elle dramatise l'ambiance et y apporte de la tension, et contrairement à d'anciens jeux, la musique de Qui veut gagner des millions a été créée pour être jouée durant la quasi-totalité de l'émission. Le générique prend son inspiration de Mars, un des mouvements des Planètes de Gustav Holst ; chaque thème musical utilisé pour les questions (de la 6e à la 10e question, puis de la 11e à la 14e question) augmente d'un demi-ton entre chaque question, afin d'accroître la tension à mesure que les candidats progressent dans la pyramide des gains.
En 2010, le générique est remixé et de nouvelles musiques des questions (composée par Ramon Covalo, utilisées dans la version originale britannique entre 2007 et 2014) remplacent celles diffusées jusqu'alors.[réf. nécessaire]
À l'occasion du 25e anniversaire du jeu, la musique classique composé par K & M Strachan est de retour afin d'apporter une touche aux débuts du jeu tel qu'il a été diffusé du temps de Jean-Pierre Foucault avant le passage à l'ère dite "Rave".

## Gagnants de la somme maximale
Dans toute l'histoire de la version française du jeu, seuls trois candidats ont remporté la somme maximale :
- Le 30 septembre 2000, Frédéric Grégoire, jeune étudiant de 20 ans en BTS informatique, est le premier candidat à remporter la somme maximale, 4 millions de francs (610 000 euros)[14]. Rapidement, des polémiques apparaissent sur ce candidat, beaucoup de téléspectateurs reprochent à la production du jeu de lui avoir accordé un questionnaire estimé trop facile[15]. Avec son argent, il déclare en 2020 avoir eu « à 20 ans le niveau de vie qu'on aurait eu à 40 » mais aussi avoir réalisé de nombreux voyages avec sa femme. L'ultime question est la suivante :

| Laquelle de ces orthographes est correcte ? | Laquelle de ces orthographes est correcte ? |
| ------------------------------------------- | ------------------------------------------- |
| Australopithèque                            | Ostralopitèque                              |
| Australaupitèque                            | Ostralopythèque                             |

- Le 4 novembre 2000, Louis Bienheureux, chirurgien-dentiste à la retraite alors âgé de 72 ans, devient le deuxième candidat à remporter les 4 millions de francs (610 000 euros)[16]. Il marque les téléspectateurs de part sa facilité déconcertante à répondre aux questions qui lui ont été posées. À la remarque de Jean-Pierre Foucault « S'il-vous-plaît, faîtes au moins semblant de chercher les réponses ! », Louis déclare regretter que le jeu mette autant l'accent sur le suspense. Son désir est de réaliser un beau voyage avec sa femme. L'ultime question est la suivante :

| Quel célèbre chanteur est diplômé de l'école nationale des ponts et chaussées ? | Quel célèbre chanteur est diplômé de l'école nationale des ponts et chaussées ? |
| ------------------------------------------------------------------------------- | ------------------------------------------------------------------------------- |
| Guy Béart                                                                       | Marcel Amont                                                                    |
| Gilbert Bécaud                                                                  | Serge Reggiani                                                                  |

- Le 27 août 2004, Marie Friedel, femme au foyer de 57 ans devient et reste à ce jour le seul candidat du jeu à remporter 1 million d'euros (6 559 570 francs)[17]. De facto, elle devient à l'époque la plus grande gagnante de l'histoire des jeux TV en France et détrône Claude, candidat de l'émission A Prendre Ou A Laisser ayant gagné quelques semaines plus tôt 310 000 euros. Marie conserve ce record durant 17 ans avant d'être dépassée en 2021 par Bruno, Maitre de Midi reparti avec une cagnotte de 1 026 107 euros. Avec son argent, elle dira vouloir s'offrir des puzzles et « rembourser le téléphone ». L'ultime question est la suivante :

| En 1908, aux J.O., le marathon se déroule pour la première fois sur 42,195 km entre... | En 1908, aux J.O., le marathon se déroule pour la première fois sur 42,195 km entre... |
| -------------------------------------------------------------------------------------- | -------------------------------------------------------------------------------------- |
| Versailles et Paris                                                                    | Le Pirée et Athènes                                                                    |
| Windsor et Londres                                                                     | Pise et Rome                                                                           |

## Émissions spéciales
Plusieurs émissions spéciales, où des candidats anonymes participent au jeu, ont été diffusées en prime time (Spéciale couples, Spéciale Belle-mère et Gendre, Spéciale Jumeaux, Spéciale bacheliers et Spéciale Nouveaux Mariés, nouveaux pacsés) entre le 7 juin 2001 et le 29 novembre 2005.
Des prime times où des célébrités jouent par équipes de deux pour défendre une association à but non lucratif ont également été diffusés entre le 29 septembre 2001 et le 1er janvier 2016 et depuis le 19 janvier 2019.
À noter que seule la version prime-time avec des personnalités a été maintenue entre 2010 et 2016, la version quotidienne s'étant arrêtée faute d'audiences.
Le 1er juillet 2003, une émission spéciale intitulée « L'émission interdite » fut diffusée en seconde partie de soirée. Elle fut entièrement consacrée à l'affaire Charles Ingram, candidat de la version britannique du jeu ayant empoché 1 million de livres sterling en trichant avec l'aide de deux complices présents dans le public et sur le plateau. Ce fut l'unique fois où Jean-Pierre Foucault présenta l'émission sans la présence du public[réf. nécessaire].
Le 5 septembre 2015, TF1 propose un numéro spécial anniversaire pour les 15 ans de l'émission. On y retrouve des animateurs de jeux télé de TF1 accompagnés de leurs plus grands gagnants (notamment Laurence Boccolini pour Money Drop et Jean-Luc Reichmann pour Les 12 coups de midi, accompagnés respectivement de Dominique et Xavier, grands gagnants de ces jeux), ainsi que Christophe Beaugrand et Olivier Minne, en tant qu'animateurs respectifs de QI : la France passe le test et de Joker, accompagnés de gagnants de ces émissions, Mathieu et Tristan. On y retrouve également Jean-Pierre Foucault jouant en tant que candidat aux côtés de Jafaar, candidat ayant remporté 150 000 € en 2005. Laurence Boccolini présente exceptionnellement le jeu pendant le passage de Jean-Pierre Foucault comme candidat.
Le 1er janvier 2016, TF1 propose un numéro spécial Pièces Jaunes avec comme invité Bernadette Chirac.
Le 19 janvier 2019, pour le retour du jeu après trois ans d'absence, Jean-Pierre Foucault présente Qui veut gagner des millions ? pour la dernière fois et accueille cinq duos de célébrités jouant pour des associations, comme dans les précédents primes. À la fin de l'émission, il reçoit Camille Combal comme candidat (avec Anne-Élisabeth Lemoine), qui devient ensuite animateur du jeu le 26 janvier 2019 ; Jean-Pierre Foucault participant à cette émission en tant que candidat (aux côtés de Kev Adams).
Le 18 avril 2019, à la suite de l’incendie de Notre-Dame de Paris, TF1 annonce que la série Section de recherches est remplacée par une spéciale de Qui veut gagner des millions ? consacrée à la cathédrale Notre-Dame de Paris et dont les gains sont entièrement reversés à la Fondation du patrimoine. On y retrouve trois binômes de présentateurs (Anne-Claire Coudray et Harry Roselmack, Laurence Boccolini et Arthur, Alessandra Sublet et Grégoire Margotton) et un duo de Danse avec les stars (Fauve Hautot et Chris Marques).
Le retour de la version quotidienne le 13 mai 2019 a apporté des nouveautés : d'une part, les candidats anonymes peuvent désormais participer en duo, et d'autre part, des célébrités peuvent jouer pour des associations, ce qui n'est jusqu'alors le cas que dans les émissions en première partie de soirée.
Annoncé les 27 et 28 juin 2024 pour deux primes anniversaire du jeu, des duos de célébrités participent à l'émission afin de récolter de l'argent pour des associations comme les émissions précédentes. Les invités sont : Jean-Pierre Foucault, Gérard Darmon, Dany Boon, Laurent Ruquier, Jeff Panacloc et Jean-Marc, Michèle Bernier, Philippe Caveriviere, Michel Boujenah, Claudia Tagbo, Jean-Luc Lemoine, François-Xavier DeMaison, Florence Foresti, Joël Dicker, Paul Mirabel, Léa Salamé, Stéphane de Groodt, Claire Chazal

## Faits notables
- Si vous ne connaissez pas le sujet, laissez ce bandeau (vous pouvez alors contacter les auteurs).
- Si vous supprimez le contenu mis en cause (vous pouvez préalablement contacter les auteurs),

argumentez précisément cette suppression dans la page de discussion
(un manque de référence n'est pas un argument ; une recherche réelle de référence doit avoir été effectuée, être formellement documentée).
| Légende des couleurs utilisées | Bonne réponse | Mauvaise réponse validée par le candidat | Mauvaise réponse ayant recueilli le plus de votes lors de l'avis du public |

- En octobre 2000, une polémique naît autour d'une question posée à Frédéric (le premier gagnant multi-millionnaire), le 30 septembre précédent. Elle concerne un personnage de la bande dessinée Les Aventures de Tintin pour une question à 1 million de francs.

| Dans Tintin, qui vient soigner le capitaine Haddock ? | Dans Tintin, qui vient soigner le capitaine Haddock ? |
| ----------------------------------------------------- | ----------------------------------------------------- |
| A: Docteur Rotule                                     | B: Docteur Omoplate                                   |
| C: Docteur Ménisque                                   | D: Docteur Tympan                                     |

Le candidat a demandé comme joker le Vote du public dont 73 % des votants ont répondu Docteur Rotule, tandis que 1 % a répondu « Docteur Omoplate », 11 % et 15 % ont choisi respectivement « Docteur Ménisque » et « Docteur Tympan ». La controverse autour d'un éventuel trucage de l'émission vient du fait que ce personnage apparaît un nombre infime de fois dans les albums et qu'il est peu probable qu'une aussi grande proportion de personnes puisse le connaître. De plus, dans les albums de Tintin, le Docteur Rotule qui est mentionné n'est pas le même que celui qui vient soigner le capitaine Haddock.
- Le 26 août 2004, pour la première fois[réf. nécessaire], le public a donné à l'unanimité la même réponse sur une question pour laquelle il a été consulté. La question valant 3 000 € est :

| Quel est le titre du dessin animé des studios Disney, sorti en 2004 ? | Quel est le titre du dessin animé des studios Disney, sorti en 2004 ? |
| --------------------------------------------------------------------- | --------------------------------------------------------------------- |
| A: Frère des aigles                                                   | B: Frère des ours                                                     |
| C: Frère des rennes                                                   | D: Frère des cygnes                                                   |

- Le 29 juin 2006, un candidat en France est reparti de l'émission sans avoir atteint le premier palier. Il s'agit de Jean-Michel, ayant chuté sur la cinquième question à 1 500 € portant sur le surnom que l'on attribue à Charlemagne :

| Charlemagne était surnommé L'empereur à la... ? | Charlemagne était surnommé L'empereur à la... ? |
| ----------------------------------------------- | ----------------------------------------------- |
| A: Barbe de trois jours                         | B: Barbe à papa                                 |
| C: Barbe à mama                                 | D: Barbe fleurie                                |

Il répond l'empereur à la « barbe de trois jours » alors qu'il s'agit de l'empereur à la « barbe fleurie ». Unique fois dans la version française du jeu où un candidat ayant joué sur le fauteuil central, repart les mains vides.
- Le 13 juillet 2006, un candidat répond que le Soleil gravite autour de la Terre. La question, valant 3 000 €, est :

| Qu'est-ce qui gravite autour de la Terre ? | Qu'est-ce qui gravite autour de la Terre ? |
| ------------------------------------------ | ------------------------------------------ |
| A: La Lune                                 | B: Le Soleil                               |
| C: Mars                                    | D: Vénus                                   |

Après hésitation, il utilise le vote du public mais celui-ci affirme à 56 % que le Soleil tourne autour de la Terre et non l'inverse. Seulement 42 % disent qu'il s'agit de la Lune, soit la bonne réponse et 2 % déclarent qu'il s'agit de la planète Mars. Le candidat valide finalement la réponse donnée en majorité par le public et est reparti avec 1 500 €.
- Le 18 juin 2008, une candidate est revenue à la suite d'une erreur lors de son premier passage le 14 avril 2008. La question valant 6 000 € est :

| Dans la mythologie grecque, qu'est-ce que l'ambroisie ? | Dans la mythologie grecque, qu'est-ce que l'ambroisie ? |
| ------------------------------------------------------- | ------------------------------------------------------- |
| A: Un breuvage                                          | B: Un aliment                                           |
| C: Une nymphe                                           | D: Un vêtement                                          |

La candidate répond « un breuvage » alors que la réponse attendue est « un aliment ». Après la diffusion de l'émission, les rédacteurs ont constaté que certains breuvages sont considérés comme des aliments, la réponse « un breuvage » est donc considérée comme exacte. Cette candidate est donc revenue et la réponse a été acceptée, elle a donc continué la pyramide des gains en partant de 6 000 €. Ensuite, elle est repartie avec 12 000 €.
- Le 29 mai 2009, un candidat jouant pour 48 000 € doit répondre à la question suivante :

| Parmi ces personnages historiques, lequel n'a pas été guillotiné durant la Révolution française ? | Parmi ces personnages historiques, lequel n'a pas été guillotiné durant la Révolution française ? |
| ------------------------------------------------------------------------------------------------- | ------------------------------------------------------------------------------------------------- |
| A: Mirabeau                                                                                       | B: Camille Desmoulins                                                                             |
| C: La Fayette                                                                                     | D: Philippe d'Orléans                                                                             |

Le candidat a gagné en répondant « La Fayette », réponse attendue des rédacteurs de la question. Mais en réalité, la question contient une erreur de formulation : La Fayette n'est pas le seul des quatre personnages à ne pas avoir été guillotiné durant la Révolution française. Mirabeau est mort à la suite d'une maladie le 2 avril 1791, à Paris.

## Qui veut gagner des millions à la maison?
Durant la période de confinement du 20 avril 2020 au 12 juin 2020, TF1 propose chaque soir à des célébrités de remporter un maximum d'argent. Une cagnotte augmente donc chaque soir et est destinée à des fondations ou des hôpitaux en particulier.
Pour la première fois et dans un cadre exceptionnel dû au confinement provoqué par la crise sanitaire de la Covid-19 en 2020, TF1 a décidé de produire l'émission au domicile de l'animateur pendant les premières semaines, puis en plateau, avec des célébrités répondant depuis chez elles. En effet, Camille Combal pose les questions en vidéo-conférence depuis chez lui (puis en plateau après le confinement) et son candidat lui répond depuis chez lui (après le confinement, il reçoit également des candidats sur le plateau). Pour la première fois, le jeu ne se déroule pas sur le plateau habituel mais, grâce aux nouvelle technologies, l’émission continue d’être diffusée quotidiennement dans son nouveau format du lundi au vendredi à 19 h 5 entre le 20 avril et le 12 juin 2020.

### Semaine 1 (du lundi20 avrilau vendredi24avril2020)
Dès cette 1re semaine, les candidats jouent pour la Fondation Hôpitaux de Paris-Hôpitaux de France, fondation créée pour financer le matériel pour le personnel soignant, hommes et femmes en première ligne face au Covid-19.
- Jarry : 12 000 €
- Jean-Pierre Foucault : 30 000 €
- Franck Dubosc : 12 000 €
- Ary Abittan : 8 000 €
- Michèle Bernier et Charlotte Gaccio : 18 000 €

Cagnotte en fin de 1re semaine pour la Fondation Hôpitaux de Paris-Hôpitaux de France : 80 000 €

### Semaine 2 (du lundi27 avrilau vendredi1ermai2020)
- Élie Semoun : 4 000 €
- Alessandra Sublet : 1 000 €
- Kev Adams : 12 000 €
- Marianne James : 18 000 €
- Denis Brogniart : 12 000 €
- Jonathan Cohen : 12 000 €

Cagnotte en fin de 2e semaine pour la Fondation Hôpitaux de Paris-Hôpitaux de France : 80 000 € + 59 000 € = 139 000 €
Les célébrités ont donc pu récolter la somme de 139 000 € pour la Fondation Hôpitaux de Paris-Hôpitaux de France durant ces deux premières semaines de Qui veut gagner des millions à la maison ?.

### Semaine 3 (du lundi4 maiau vendredi8mai2020)
Lors de cette 3e semaine de jeu confiné, les candidats jouent pour la Fondation pour la recherche médicale, fondation destinée à trouver un vaccin contre le Coronavirus.
- Michaël Youn : 12 000 €
- Thierry Lhermitte : 8 000 €
- Mimie Mathy : 12 000 €
- Artus : 18 000 €
- Valérie Lemercier : 12 000 €

La cagnotte totale remportée par ces cinq célébrités pour la Fondation pour la recherche médicale s'élève à 62 000 € (les candidats de la dernière semaine jouant aussi pour la Fondation pour la recherche médicale, cette somme est provisoire).
À partir du vendredi 8 mai 2020, Camille Combal retrouve le plateau de Qui veut gagner des millions ?, mais sans public, et en recevant majoritairement les invités par écran interposé. Ceux-ci jouent désormais pour la Fondation des femmes.
- Bruno Solo : 30 000 €

Cagnotte en fin de 3e semaine pour la Fondation des femmes : 30 000 €

### Semaine 4 (du lundi11 maiau vendredi15mai2020)
- Muriel Robin : 18 000 €
- Iris Mittenaere et son compagnon Diego El Glaoui : 18 000 €
- Vincent Dedienne : 8 000 €
- Tomer Sisley et son épouse Sandra de Matteis : 1 000 €
- Claudia Tagbo : 12 000 €
- Valérie Damidot : 1 000 €

Cagnotte en fin de 4e semaine pour la Fondation des femmes : 30 000 € + 58 000 € = 88 000 €

### Semaine 5 (du lundi18 maiau vendredi22mai2020)
- Jean-Pierre Pernaut et son épouse Nathalie Marquay : 50 000 €[24]
- François-Xavier Demaison : 6 000 €
- Chris Marques : 12 000 €
- Laurent Baffie : 30 000 €

Cagnotte pour la Fondation des femmes : 88 000 € + 98 000 € = 186 000 €
Les treize célébrités ayant joué pour la Fondation des femmes ont donc rapporté un total de 186 000 € pour celle-ci pendant les deux semaines de jeu.
Depuis le vendredi 22 mai 2020 et jusqu'au vendredi 5 juin 2020, les candidats jouent pour Les Restos du cœur.
- Inès Reg : 18 000 €

Cagnotte en fin de 5e semaine pour Les Restos du cœur : 18 000 €

### Semaine 6 (du lundi25 maiau vendredi29mai2020)
- Arnaud Ducret : 8 000 €
- Éric Antoine : 18 000 €
- Guillaume de Tonquédec : 8 000 €
- Patrick Bruel : 1 000 €
- Ramzy Bedia : 12 000 €
- Laurent Ruquier : 12 000 €

Cagnotte en fin de 6e semaine pour Les Restos du cœur : 18 000 € + 59 000 € = 77 000 €

### Semaine 7 (du lundi1erjuinau vendredi5juin2020)
- Chantal Ladesou : 8 000 €
- Cyril Féraud : 12 000 €
- Michèle Laroque : 30 000 €
- Issa Doumbia : 18 000 €
- Pierre Palmade : 1 000 €

Cagnotte en fin de 7e semaine pour Les Restos du cœur : 77 000 € + 69 000 € = 146 000 € (il s'agit d'une cagnotte provisoire car Samy Gharbi et Alexandre Brasseur — derniers candidats de la session — ont joué pour Les Restos du cœur)

### Semaine 8 (du lundi8 juinau vendredi12juin2020)
Lors de cette 8e et dernière semaine de Qui veut gagner des millions à la maison ?, les candidats rejouent pour la Fondation pour la recherche médicale, comme lors de la 3e semaine.
- Laury Thilleman et son époux Juan Arbelaez : 1 000 €
- Anne Roumanoff : 18 000 €
- Christophe Beaugrand : 30 000 €
- Gérard Darmon : 1 000 €
- Michel Boujenah : 30 000 €

Cagnotte en fin de 8e semaine pour la Fondation pour la recherche médicale : 62 000 € (obtenus lors de la 3e semaine) + 80 000 € = 142 000 €
Finalement, les célébrités ont remporté la somme de 142 000 € pour la Fondation pour la recherche médicale.
Le vendredi 12 juin 2020, le dernier duo joue de nouveau pour Les Restos du cœur.
- Samy Gharbi et Alexandre Brasseur : 18 000 €

Cagnotte en fin de 8e semaine pour Les Restos du cœur : 142 000 € (obtenus lors des 6e et 7e semaines) + 18 000 € = 160 000 €
Finalement, les célébrités qui ont pu jouer pour Les Restos du cœur leur ont fait gagner la somme de 160 000 €.
Sur l'ensemble de la session d'émissions de Qui veut gagner des millions à la maison ?, les candidats auront remporté au total la somme de 627 000 €, toutes associations confondues.
Notons que le samedi 1er août 2020, TF1 a diffusé en prime l'émission avec des candidats qui n'ont pas été diffusés durant cette version coronavirus. Les invités de ce prime sont Gérard Jugnot, Guy Lecluyse, Samuel Le Bihan, Julie de Bona, Patrick Sébastien et Mathieu Madénian. Les jokers sont restés les mêmes.

## Audiences
| Jour et horaire de diffusion               | Audience moyenne          | Audience moyenne | Références |
| Jour et horaire de diffusion               | Nombre de téléspectateurs | PDM              | Références |
| ------------------------------------------ | ------------------------- | ---------------- | ---------- |
| Samedi 30 septembre 2000 (20 h 50-21 h 55) | 7.974.310                 | 37,4%            | [ 25 ]     |
| Samedi 11 juillet 2009 (20 h 50-23 h 10)   | 4 200 000                 | 25,8 %           | [ 26 ]     |
| Samedi 29 août 2009 (20 h 50-23 h 10)      | 4 746 000                 | 27 %             | [ 27 ]     |
| Samedi 30 janvier 2010 (20 h 50-23 h 20)   | 5 500 000                 | 26,1 %           | [ 28 ]     |
| Vendredi 13 mai 2011 (20 h 50-23 h 15)     | 4 778 000                 | 23,6%            | [ 29 ]     |
| Samedi 27 août 2011 (20 h 55-23 h 20)      | 4 300 000                 | 23,6%            | [ 30 ]     |
| Vendredi 30 mars 2012 (20 h 50-23 h 5)     | 5 009 000                 | 22,3 %           | [ 31 ]     |
| Samedi 25 août 2012 (20 h 50-22 h 20)      | 3 900 000                 | 22,4 %           | [ 32 ]     |
| Vendredi 23 mai 2014 (21 h-23 h 20)        | 4 771 000                 | 23,2 %           | [ 33 ]     |
| Vendredi 2 janvier 2015 (21 h-23 h 30)     | 5 306 000                 | 23 %             | [ 34 ]     |
| Samedi 25 juillet 2015 (21 h-23 h 40)      | 3 800 000                 | 22,8 %           |            |
| Samedi 5 septembre 2015 (21 h-23 h 40)     | 3 935 000                 | 22,1 %           | [ 35 ]     |
| Vendredi 1er janvier 2016 (21 h-23 h 35)   | 3 890 000                 | 17,6 %           | [ 36 ]     |
| Samedi 19 janvier 2019 (21 h-23 h 35)      | 5 174 000                 | 28,8 %           | [ 37 ]     |
| Samedi 26 janvier 2019 (21 h-23 h 35)      | 4 793 000                 | 23,3 %           | [ 38 ]     |
| Jeudi 18 avril 2019 (21 h-23 h 30)         | 2 971 000                 | 13,8 %           | [ 39 ]     |
| Vendredi 16 août 2019 (21 h 05-22 h 50)    | 3 070 000                 | 19,4 %           | [ 40 ]     |
| Vendredi 16 août 2019 (22 h 50-1 h 40)     | 1 740 000                 | 27,2 %           | [ 40 ]     |
| Samedi 1er août 2020 (21 h 05-22 h 55)     | 2 005 000                 | 12,2 %           | [ 41 ]     |
| Moyenne                                    | 4 471 000                 | 23,1 %           | -          |
| Lundi 13 mai 2019 (18 h 15-19 h 20)        | 2 067 000                 | 16,2 %           | [ 42 ]     |
| Mardi 14 mai 2019 (18 h 15-19 h 20)        | 1 705 000                 | 14,8 %           | [ 43 ]     |
| Mercredi 15 mai 2019 (18 h 15-19 h 20)     | 1 840 000                 | 15,9 %           | [ 44 ]     |
| Jeudi 16 mai 2019 (18 h 15-19 h 20)        | 1 940 000                 | 16,7 %           | [ 45 ]     |
| Vendredi 17 mai 2019 (18 h 15-19 h 20)     | 1 850 000                 | 15,1 %           | [ 46 ]     |
| Moyenne                                    | 1 880 400                 | 15,7 %           | -          |
| Lundi 20 mai 2019 (18 h 15-19 h 20)        | 1 880 000                 | 14,5 %           | [ 47 ]     |
| Mardi 21 mai 2019 (18 h 15-19 h 20)        | 1 880 000                 | 15,5 %           | [ 48 ]     |
| Mercredi 22 mai 2019 (18 h 15-19 h 20)     | 1 890 000                 | 16,2 %           | [ 49 ]     |
| Jeudi 23 mai 2019 (18 h 15-19 h 20)        | 1 990 000                 | 16,6 %           | [ 50 ]     |
| Vendredi 24 mai 2019 (18 h 15-19 h 20)     | 1 960 000                 | 16,9 %           | [ 51 ]     |
| Moyenne                                    | 1 920 000                 | 15,9 %           | -          |
| Lundi 27 mai 2019 (18 h 15-19 h 20)        | 2 220 000                 | 16,2 %           | [ 52 ]     |
| Mardi 28 mai 2019 (18 h 15-19 h 20)        | 2 050 000                 | 16 %             | [ 53 ]     |
| Mercredi 29 mai 2019 (18 h 15-19 h 20)     | 2 030 000                 | 16,9 %           | [ 54 ]     |
| Jeudi 30 mai 2019 (18 h 15-19 h 20)        | 1 720 000                 | 14,3 %           | [ 55 ]     |
| Vendredi 31 mai 2019 (18 h 15-19 h 20)     | 1 800 000                 | 17 %             | [ 56 ]     |
| Moyenne                                    | 1 964 000                 | 16,1 %           | -          |
| Lundi 3 juin 2019 (18 h 15-19 h 20)        | 1 970 000                 | 16,2 %           | [ 57 ]     |
| Mardi 4 juin 2019 (18 h 15-19 h 20)        | 2 130 000                 | 16,9 %           | [ 58 ]     |
| Mercredi 5 juin 2019 (18 h 15-19 h 20)     | 2 090 000                 | 15,9 %           | [ 59 ]     |
| Jeudi 6 juin 2019 (18 h 15-19 h 20)        | 1 770 000                 | 14,9 %           | [ 60 ]     |
| Vendredi 7 juin 2019 (18 h 15-19 h 20)     | 2 050 000                 | 15,8 %           | [ 61 ]     |
| Moyenne                                    | 2 002 000                 | 15,9 %           | -          |
| Lundi 10 juin 2019 (18 h 15-19 h 20)       | 2 550 000                 | 16,9 %           | [ 62 ]     |
| Mardi 11 juin 2019 (18 h 15-19 h 20)       | 2 060 000                 | 15,5 %           | [ 63 ]     |
| Mercredi 12 juin 2019 (18 h 15-19 h 20)    | 2 220 000                 | 17 %             | [ 64 ]     |
| Jeudi 13 juin 2019 (18 h 15-19 h 20)       | 1 860 000                 | 15,5 %           | [ 65 ]     |
| Vendredi 14 juin 2019 (18 h 15-19 h 20)    | 2 000 000                 | 18 %             | [ 66 ]     |
| Moyenne                                    | 2 138 000                 | 16,6 %           | -          |
| Lundi 17 juin 2019 (18 h 15-19 h 20)       | 1 730 000                 | 15,2 %           | [ 67 ]     |
| Mardi 18 juin 2019 (18 h 15-19 h 20)       | 1 800 000                 | 16,1 %           | [ 68 ]     |
| Mercredi 19 juin 2019 (18 h 15-19 h 20)    | 2 010 000                 | 16,6 %           | [ 69 ]     |
| Jeudi 20 juin 2019 (18 h 15-19 h 20)       | 2 070 000                 | 17,3 %           | [ 70 ]     |
| Vendredi 21 juin 2019 (18 h 15-19 h 20)    | 1 640 000                 | 15,2 %           | [ 71 ]     |
| Moyenne                                    | 1 850 000                 | 16,1 %           | -          |

Légende :
- Plus hauts chiffres d'audience
- Plus bas chiffres d'audience

Téléspectateurs (en milliers) : 
| Légende : Saison 18 |

PDM (en %) : 
| Légende : Saison 18 |

Téléspectateurs (en milliers) : 
| Légende : Quotidienne |

PDM (en %) : 
| Légende : Quotidienne |

### Qui veut gagner des millions à la maison?
- Pour pallier l’absence du feuilleton Demain nous appartient (en raison de la pandémie de Covid-19) et à la suite des échecs successifs de Sept à huit : la quotidienne et du Grand Bêtisier à la maison, TF1 a pris la décision de programmer une version confinée de Qui veut gagner des millions ?, présentée par Camille Combal depuis son domicile entre le 20 avril et le 7 mai 2020 puis sur le plateau de l'émission à partir du 8 mai 2020[72]. Les candidats jouent tour à tour au profit de la Fondation Hôpitaux de Paris-Hôpitaux de France, de la Fondation pour la recherche médicale, de la Fondation des femmes et des Restos du cœur. S'il y a une personnalité, l'écran est positionné verticalement, s'il y a deux personnalités, l'écran est positionné horizontalement.
- L'émission se retrouve en concurrence avec Tous en cuisine, présentée par Cyril Lignac sur M6, de 18 h 45 à 19 h 45.
  - Malgré des débuts où l'émission ne parvient pas à dépasser Tous en cuisine, Qui veut gagner des millions à la maison ? s'impose en signant des meilleures audiences que son concurrent et ce depuis le 7 mai 2020.
- Cette version a été diffusée du 20 avril au 12 juin 2020, Demain nous appartient étant de retour dans la case horaire dès le lundi suivant.

| Personnalité                                       | Personnalité                                       | Jour et horaire de diffusion          | Audience moyenne          | Audience moyenne | Classement | Réf.    |
| Personnalité                                       | Personnalité                                       | Jour et horaire de diffusion          | Nombre de téléspectateurs | PDM              | Classement | Réf.    |
| -------------------------------------------------- | -------------------------------------------------- | ------------------------------------- | ------------------------- | ---------------- | ---------- | ------- |
| Jarry                                              | Jarry                                              | Lundi 20 avril 2020 (19 h-19 h 45)    | 2 230 000                 | 10,5 %           | 4e         | [ 73 ]  |
| Jean-Pierre Foucault                               | Jean-Pierre Foucault                               | Mardi 21 avril 2020 (19 h-19 h 45)    | 2 260 000                 | 11 %             | 4e         | [ 74 ]  |
| Jean-Pierre Foucault                               | Franck Dubosc                                      | Mercredi 22 avril 2020 (19 h-19 h 45) | 2 170 000                 | 11,1 %           | 4e         | [ 75 ]  |
| Franck Dubosc                                      | Ary Abittan                                        | Jeudi 23 avril 2020 (19 h-19 h 45)    | 2 140 000                 | 11,5 %           | 3e         | [ 76 ]  |
| Ary Abittan                                        | Michèle Bernier & Charlotte Gaccio                 | Vendredi 24 avril 2020 (19 h-19 h 45) | 2 130 000                 | 11,2 %           | 4e         | [ 77 ]  |
| Moyenne                                            | Moyenne                                            | Moyenne                               | 2 186 000                 | 11,06 %          | 4e         | [ 78 ]  |
| Élie Semoun                                        | Alessandra Sublet                                  | Lundi 27 avril 2020 (19 h-19 h 45)    | 2 310 000                 | 11,1 %           | 4e         | [ 79 ]  |
| Alessandra Sublet                                  | Kev Adams                                          | Mardi 28 avril 2020 (19 h-19 h 45)    | 2 970 000                 | 13,6 %           | 2e         | [ 80 ]  |
| Kev Adams                                          | Marianne James                                     | Mercredi 29 avril 2020 (19 h-19 h 45) | 2 450 000                 | 11,5 %           | 4e         | [ 81 ]  |
| Marianne James                                     | Denis Brogniart                                    | Jeudi 30 avril 2020 (19 h-19 h 45)    | 2 330 000                 | 10,8 %           | 4e         | [ 82 ]  |
| Denis Brogniart                                    | Jonathan Cohen                                     | Vendredi 1er mai 2020 (19 h-19 h 45)  | 2 630 000                 | 12,6 %           | 4e         | [ 83 ]  |
| Moyenne                                            | Moyenne                                            | Moyenne                               | 2 538 000                 | 11,92 %          | 4e         | [ 84 ]  |
| Michaël Youn                                       | Michaël Youn                                       | Lundi 4 mai 2020 (19 h-19 h 45)       | 2 350 000                 | 12 %             | 4e         | [ 85 ]  |
| Thierry Lhermitte                                  | Mimie Mathy                                        | Mardi 5 mai 2020 (19 h-19 h 45)       | 2 260 000                 | 11,3 %           | 4e         | [ 86 ]  |
| Mimie Mathy                                        | Artus                                              | Mercredi 6 mai 2020 (19 h-19 h 45)    | 2 270 000                 | 12,3 %           | 4e         | [ 87 ]  |
| Valérie Lemercier                                  | Valérie Lemercier                                  | Jeudi 7 mai 2020 (19 h-19 h 45)       | 2 500 000                 | 13,4 %           | 3e         | [ 88 ]  |
| Bruno Solo                                         | Bruno Solo                                         | Vendredi 8 mai 2020 (19 h-19 h 45)    | 2 510 000                 | 13,9 %           | 3e         | [ 89 ]  |
| Moyenne                                            | Moyenne                                            | Moyenne                               | 2 378 000                 | 12,58 %          | 4e         | -       |
| Bruno Solo                                         | Muriel Robin                                       | Lundi 11 mai 2020 (19 h-19 h 45)      | 2 220 000                 | 11,4 %           | 3e         | [ 90 ]  |
| Iris Mittenaere et son compagnon Diego El Glaoui   | Iris Mittenaere et son compagnon Diego El Glaoui   | Mardi 12 mai 2020 (19 h-19 h 45)      | 2 420 000                 | 12,6 %           | 3e         | [ 91 ]  |
| Vincent Dedienne                                   | Vincent Dedienne                                   | Mercredi 13 mai 2020 (19 h-19 h 45)   | 2 540 000                 | 12,7 %           | 3e         | [ 92 ]  |
| Tomer Sisley et son épouse Sandra de Matteis       | Claudia Tagbo                                      | Jeudi 14 mai 2020 (19 h-19 h 45)      | 2 310 000                 | 11,9 %           | 3e         | [ 93 ]  |
| Claudia Tagbo                                      | Valérie Damidot                                    | Vendredi 15 mai 2020 (19 h-19 h 45)   | 2 290 000                 | 13 %             | 3e         | [ 94 ]  |
| Moyenne                                            | Moyenne                                            | Moyenne                               | 2 356 000                 | 12,32 %          | 3e         | [ 95 ]  |
| Jean-Pierre Pernaut et son épouse Nathalie Marquay | Jean-Pierre Pernaut et son épouse Nathalie Marquay | Lundi 18 mai 2020 (19 h-19 h 45)      | 2 100 000                 | 11,9 %           | 3e         | [ 96 ]  |
| Jean-Pierre Pernaut et son épouse Nathalie Marquay | François-Xavier Demaison                           | Mardi 19 mai 2020 (19 h-19 h 45)      | 2 260 000                 | 13,2 %           | 3e         | [ 97 ]  |
| Chris Marques                                      | Chris Marques                                      | Mercredi 20 mai 2020 (19 h-19 h 45)   | 1 900 000                 | 11,9 %           | 3e         | [ 98 ]  |
| Laurent Baffie                                     | Laurent Baffie                                     | Jeudi 21 mai 2020 (19 h-19 h 45)      | 1 890 000                 | 12,5 %           | 3e         | [ 99 ]  |
| Inès Reg                                           | Inès Reg                                           | Vendredi 22 mai 2020 (19 h-19 h 45)   | 2 060 000                 | 12,6 %           | 3e         | [ 100 ] |
| Moyenne                                            | Moyenne                                            | Moyenne                               | 2 042 000                 | 12,42 %          | 3e         | [ 101 ] |
| Inès Reg                                           | Arnaud Ducret                                      | Lundi 25 mai 2020 (19 h-19 h 45)      | 2 310 000                 | 13,5 %           | 3e         | [ 102 ] |
| Arnaud Ducret                                      | Éric Antoine                                       | Mardi 26 mai 2020 (19 h-19 h 45)      | 2 200 000                 | 13,4 %           | 3e         | [ 103 ] |
| Éric Antoine                                       | Guillaume de Tonquédec                             | Mercredi 27 mai 2020 (19 h-19 h 45)   | 1 940 000                 | 11,9 %           | 3e         | [ 104 ] |
| Patrick Bruel                                      | Ramzy Bedia                                        | Jeudi 28 mai 2020 (19 h-19 h 45)      | 2 200 000                 | 13,2 %           | 3e         | [ 105 ] |
| Ramzy Bedia                                        | Laurent Ruquier                                    | Vendredi 29 mai 2020 (19 h-19 h 45)   | 2 100 000                 | 14 %             | 3e         | [ 106 ] |
| Moyenne                                            | Moyenne                                            | Moyenne                               | 2 150 000                 | 13,2 %           | 3e         | -       |
| Laurent Ruquier                                    | Chantal Ladesou                                    | Lundi 1er juin 2020 (19 h-19 h 45)    | 2 080 000                 | 12,6 %           | 3e         | [ 107 ] |
| Cyril Féraud                                       | Cyril Féraud                                       | Mardi 2 juin 2020 (19 h-19 h 45)      | 2 060 000                 | 13 %             | 3e         | [ 108 ] |
| Michèle Laroque                                    | Michèle Laroque                                    | Mercredi 3 juin 2020 (19 h-19 h 45)   | 2 280 000                 | 13,1 %           | 3e         | [ 109 ] |
| Michèle Laroque                                    | Issa Doumbia                                       | Jeudi 4 juin 2020 (19 h-19 h 45)      | 2 310 000                 | 12,9 %           | 3e         | [ 110 ] |
| Issa Doumbia                                       | Pierre Palmade                                     | Vendredi 5 juin 2020 (19 h-19 h 45)   | 2 240 000                 | 13,5 %           | 3e         | [ 111 ] |
| Moyenne                                            | Moyenne                                            | Moyenne                               | 2 194 000                 | 13,02 %          | 3e         | -       |
| Laury Thilleman & Juan Arbelaez                    | Anne Roumanoff                                     | Lundi 8 juin 2020 (19 h-19 h 45)      | 2 490 000                 | 13,8 %           | 3e         | [ 112 ] |
| Anne Roumanoff                                     | Christophe Beaugrand                               | Mardi 9 juin 2020 (19 h-19 h 45)      | 2 210 000                 | 12,6 %           | 3e         | [ 113 ] |
| Christophe Beaugrand                               | Gérard Darmon                                      | Mercredi 10 juin 2020 (19 h-19 h 45)  | 2 410 000                 | 13,2 %           | 3e         | [ 114 ] |
| Michel Boujenah                                    | Michel Boujenah                                    | Jeudi 11 juin 2020 (19 h-19 h 45)     | 2 340 000                 | 13 %             | 3e         | [ 115 ] |
| Samy Gharbi & Alexandre Brasseur                   | Samy Gharbi & Alexandre Brasseur                   | Vendredi 12 juin 2020 (19 h-19 h 45)  | 2 550 000                 | 15 %             | 2e         | [ 116 ] |
| Moyenne                                            | Moyenne                                            | Moyenne                               | 2 400 000                 | 13,52 %          | 3e         | -       |

Légende :
- Plus hauts chiffres hebdomadaires d'audience
- Plus bas chiffres hebdomadaires d'audience
- Meilleur score d’audience de l’émission

Téléspectateurs (en milliers) : 
| Légende : Quotidienne |

Téléspectateurs (en milliers) 2 : 
| Légende : Quotidienne |

PDM (en %) : 
| Légende : Quotidienne |

PDM (en %) 2 : 
| Légende : Quotidienne |